# Ryds köping
Ryds köping (före 1967 kallad Almundsryds köping) var en tidigare kommun (köping) i Kronobergs län. 

## Administrativ historik
Almundsryds köping bildades som köpingskommun 1958 genom en ombildning av Almundsryds landskommun, samtidigt som Ryds municipalsamhälle upplöstses. Köpingen fick inget fastighetsregister utan i köpingen fördes ett jordregister för vardera av de två socknarna inom köpingens område: Almundsryd och Härlunda. Den 1 januari 1967 ändrades köpingens namn till Ryds köping.
1 januari 1971 upplöstes köpingen varvid Almundsryds församling gick upp i Tingsryds kommun medan Härlunda församling som inkorporerats i landskommunen 1952 fördes till Älmhults kommun.

### Kyrklig tillhörighet
Köpingen tillhörde i kyrkligt hänseende församlingarna Almundsryd och Härlunda.

## Köpingsvapen
Almundsryds köping förde inte något vapen.

## Geografi
Almundsryds köping omfattade den 1 januari 1961 en areal av 337,17 km², varav 296,34 km² land.

### Tätorter i köpingen 1960
| Tätort     | Folkmängd |
| ---------- | --------- |
| Ryd        | 1 286     |
| Fridafors  | 424       |
| Häradsbäck | 238       |

Tätortsgraden i köpingen var den 1 november 1960 45,6 procent.

### Lantbruket
Av den totala landarealen inom Almundsryds församling som utgjorde 17932 hektar var 978 hektar åkermark varav 93 hektar arrenderades. Sammanlagt fanns 171 brukningsenheter inom Almundsryd varav hela 163 hade under 10 hektar åker. I Härlunda var 604 hektar åker av 11 702 hektar totalt. 94 hektar arrenderades och 114 brukningsenheter fanns och 113 av dessa hade mindre ån 10 hektar åkermark.

## Politik

### Mandatfördelning i Almundsryds/Ryds köping 1958–1966
| 3 | 12 | 8 | 4 | 8 |

| 35 |

| 2 | 14 | 8 | 3 | 8 |

| 35 |

| 11 | 3 | 8 | 4 | 9 |

| 32 |